# Trans-Europ-Express (Film)
Trans-Europ-Express ist ein surrealistischer französisch-belgischer Spielfilm in Schwarzweiß des französischen Multitalents Alain Robbe-Grillet aus dem Jahr 1966. Dieser hatte auch das Drehbuch verfasst. Die Hauptrollen sind mit ihm selbst sowie mit Jean-Louis Trintignant, Marie-France Pisier, Christian Barbier und Charles Millot besetzt. Im deutschsprachigen Raum kam das Werk erstmals am 29. Juni 1967 in die Kinos.

## Inhalt
In einem der bequemen Abteile des Trans-Europ-Express, der gerade Paris verlässt, haben sich ein Filmproduzent, ein Drehbuchautor und ein Scriptgirl niedergelassen. „Gute Umgebung für einen Kriminalfilm“, bemerkt einer, „Mord, Rauschgiftschmuggel“. Ein anderer stimmt zu. Bevor man sich zu langweilen beginne, wolle man lieber eine Kriminalstory spinnen. Der Drehbuchautor – Robbe-Grillet selbst spielt ihn – improvisiert eine Geschichte, die synchron dargestellt wird: Kurz vor der Abfahrt des Trans-Europ-Express vom Bahnhof Paris-Nord tauschen zwei verdächtige bärtige Individuen ihre Koffer miteinander aus. Doch noch vor der Abfahrt wird der eine Bärtige von der Kriminalpolizei in seinem Abteil gestellt. Daraufhin wirft er eine Bombe, es folgt eine Detonation, und die Kamera schwenkt auf die Schrotthaufen eines Eisenbahnfriedhofs.
Während das Autorenteam noch diskutiert, wie man eine feinere und fortsetzungsträchtigere Geschichte beginnen müsse, sucht ein junger Mann einen Platz und schaut kurz ins Abteil. Robbe-Grillet ist wie elektrisiert: War das nicht Jean-Louis Trintignant, die ideale Besetzung für die Hauptrolle? In der Geschichte solle er Elias heißen. Elias also geht durch Paris, kauft einen Koffer, tauscht auf dem Bahnhof Paris-Nord den Koffer mit dem einer „Person“ und besteigt den Trans-Europ-Express nach Antwerpen. Nach dem Willen des Autors reist er im Auftrag einer Rauschgiftschmugglerbande und soll „Stoff“ von Antwerpen nach Paris bringen.
Immer wieder unterbrochen von Einwänden und Argumentationen seiner beiden Mitreisenden spinnt Robbe-Grillet seine Kriminalgeschichte. Die improvisierte Geschichte wird dargestellt; Korrekturen werden sofort nachgespielt. Verfängt sich der Autor in unlogischen Sackgassen, werden die letzten Sequenzen einfach gestrichen. Man setzt irgendwo wieder ein und gibt dem Handlungsablauf eine neue Richtung. Neue Personen werden eingeführt und gleich wieder als unbrauchbar verworfen.

## Kritik
Das Lexikon des internationalen Films kommt zu dem Schluss, der Film beinhalte ein intellektuelles Denk- und Verwirrspiel, das literarische und filmische Erzählfragmente zu komplexen Strukturen arrangiere.
Der Evangelische Film-Beobachter zieht folgendes Fazit: Im Trans-Europ-Express reisende Filmemacher improvisieren die Geschichte eines Rauschgiftschmuggels. Ihre Einfälle werden sofort in Spielfilmsequenzen umgesetzt, die, vielfach unterbrochen und korrigiert, gegeneinandergesetzt ein verwirrendes Bild ergeben. Die hübsche Idee wird unter Wert verschenkt. Zu wenig Witz und Phantasie wurden investiert. Als Versuch für interessierte Erwachsene dennoch sehenswert.
Filmtipps.at urteilen: „Trans-Europ-Express“ ist ein kleiner Low-Budget Film […]. Und auch, wenn man dem Film seine geringen Mittel durchaus ansieht, so sprüht dieses kleine, fast vergessene Meisterwerk doch vor Charme, Fantasie und Ästhetik. Mit seinem erst zweiten eigenen Film beweist der Drehbuchautor […], dass man mit genügend Kreativität eine selbst noch heute richtungsweisende surreale Erotik-Thriller-Komödie praktisch aus dem Nichts hervorzaubern kann. Wertung: 9 von 10 im doppelten Sinne unvorhergesehene Wendungen.

## Weblink
- Trans-Europ-Express bei IMDb